# Sabir Butt
Pour les articles homonymes, voir Butt.
Sabir Butt, né le 20 avril 1969 à Nairobi, est un joueur professionnel de squash représentant le Canada. Il atteint le 20e rang mondial en janvier 1991, son meilleur classement. Il est champion du Canada à quatre reprises. 
Il est médaille de bronze en individuel et d'or par équipe aux Jeux panaméricains de 1995.

## Palmarès

### Titres
- Championnats du Canada : 4 titres (1988, 1990, 1991, 1994)

### Finales
- Open de Pittsburgh : 1993